# Bíblia de Ferrara

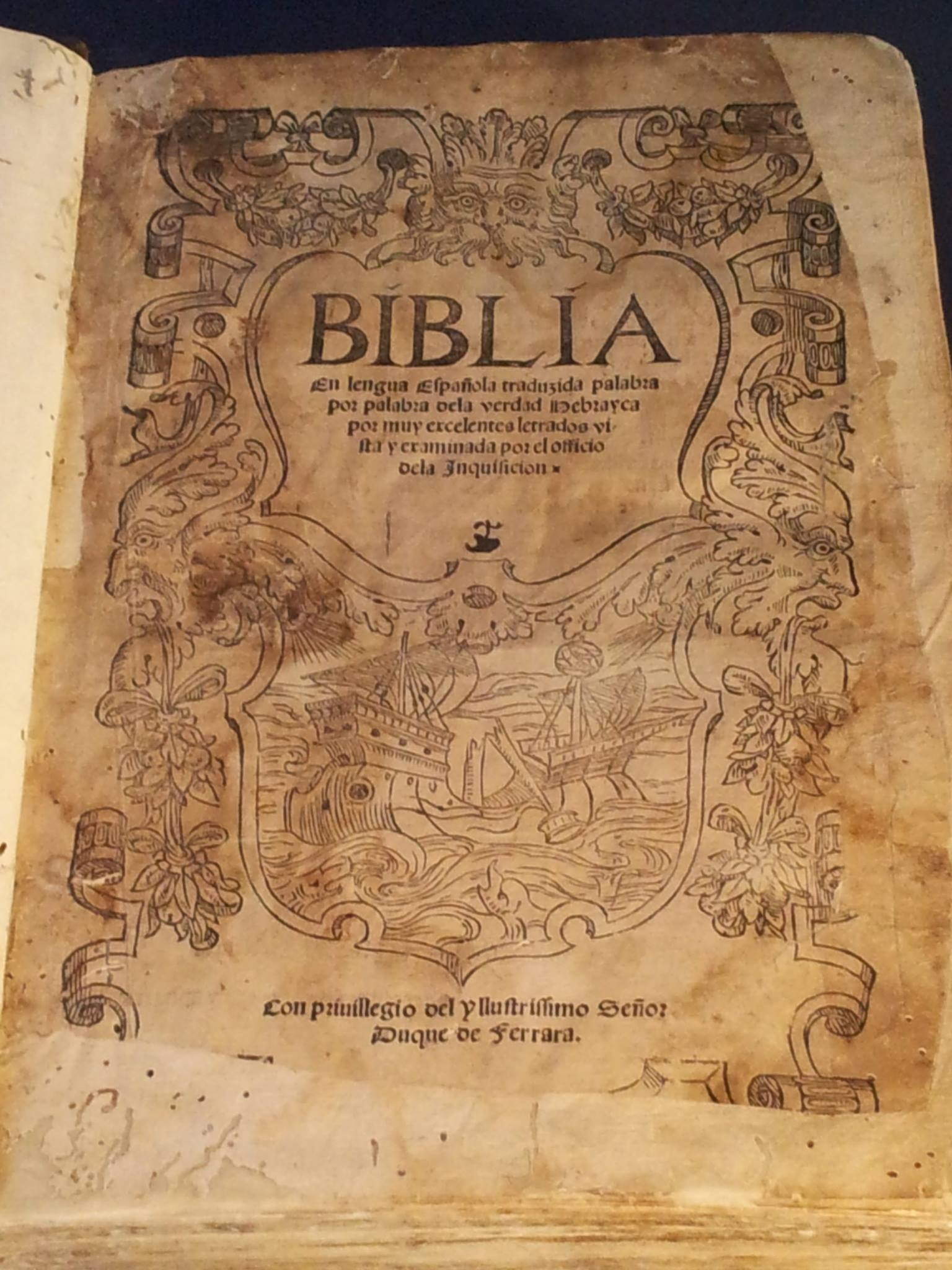
Bíblia de Ferrara.

A Bíblia de Ferrara, ou, na sua forma portuguesa, de Ferrária, é uma versão da Torá em ladino publicada em 1553. Seu editores foram Abraão Usque, (também conhecido como Duarte Pinel) e Yom-Tob ben Levi Athias (também conhecido como Jerónimo de Vargas).
Na primeira impressão foram feitas duas cópias. A primeira cópia foi dedicada a Ercole de Este, duque de Ferrara, e sua esposa, Reneé, filha protestante de Luis XII de França, e a segunda foi dedicada a Gracia Mendes.
A sua linguagem segue a gramática hebraica mais do que o ladino atual, apesar de ser escrita em alfabeto latino. O tetragrama é traduzido como A., em referência a Adonai.
Após a impressão em Ferrara, houve impressões em outras cidades, como em Amsterdã. As impressões desta última tiveram ampla circulação em Salvador, no início do século XVII.